# Robert Nighthawk
Robert Lee McCollum (30 de novembro de 1909 – 5 de novembro de 1967) foi um músico de blues norte americano que se apresentou e gravou sob os pseudônimos Robert Lee McCoy e Robert Nighthawk.

## Robert Lee McCoy
Nascido em Helena, Arkansas, foi embora de casa muito jovem e se tornou um músico de rua, depois de um tempo viajando pelo sul do Mississipi, morou por um tempo em Memphis, Tennessee onde tocou com orquestras locais e músicos, dentre eles a Memphis Jug Band. Uma influência em particular durante esse período foi Houston Stackhouse, com quem ele aprendeu a tocar guitarra slide, e com quem ele se apresentou no rádio em Jackson, Mississippi.
Depois de algumas viagens pelo Mississipi, ele achou interessante pegar o nome de sua mãe, e como RObert Lee McCoy  se mudou para St. Louis, Missouri no meio da década de 30. Nessa época tocou com diversos músicos, incluindo Henry Townsend, Big Joe Williams e Sonny Boy Williamson. Os quatro gravaram juntos no estúdio Victor Records em Aurora, Illinois e também gravou com seu próprio nome, incluindo Prowling Night-Hawk (gravado em 5 de maio de 1937), de onde ele tirou o seu novo peudônimo.
Essas gravações levaram os outros músicos à carreira no Chicago blues, ao contrário de McCoy que continuou sua vida errante tocando e gravando pela Bluebird Records e pela Decca acompanhando outros músicos ou sozinho sob vários nomes. Também se tornou uma voz conhecida nas estações de rádio locais. Depois Robert Lee McCoy desapareceu.

## Robert Nighthawk
Dentro de alguns anos, ele ressurgiu como o guitarrista Robert Nighthawk usando a técnica de slide guitar, começou a gravar pela Aristocrat Records e Chess Records. Em 1949 e 1950 Nighthawk competiu com Muddy Waters pela atenção principal de publicações da Chess, Muddy Waters se sobressaiu por ter mais domínio de palco. Nos anos seguintes fez gravações para a United Records e States Records, mas não obteve sucesso comercial.
Em 1963, foi redescoberto tocando por trocados nas ruas de Chicago, ele então voltou a gravar algumas sessões, fez apresentações em clubes noturnos e retornou para Arkansas como atração do famoso programa de rádio King Biscuit Time da KFFA (AM). Mas já em 1964, Nighthawk já podia ser encontrado tocando novamente em Maxwell Street em Chicago. Ele teve um derrame seguido de um ataque do coração e morreu de insuficiência cardíaca em sua casa em Helena.

## Gravações
- Bricks in My Pillow, 1977, Delmark reissue of 1951 and 1952 United recordings
- Robert Nighthawk: Prowling with the Nighthawk (Document), 26 lados gravados Bluebird, Decca, Aristocrat, and United from 1937 to 1952, incluindo "My Sweet Lovin' Woman" ( (que ele escreveu com seu nome de batismo, Robert McCollum)
- Ramblin' Bob (Saga), 24 tracks recorded for Victor, Decca, Chess, and United from 1937 to 1952
- Live on Maxwell Street (1964), as Robert Nighthawk and his Flames of Rhythm (reissued by Rounder Records, 1980, 1991; Algumas versões incluem uma entrevista estendida com  Nighthawk)
- Robert Nighthawk: Sweet Black Angel (1948)
- The Aristocrat of the Blues, MCA/Chess CHD2-9387